# Субтилизин

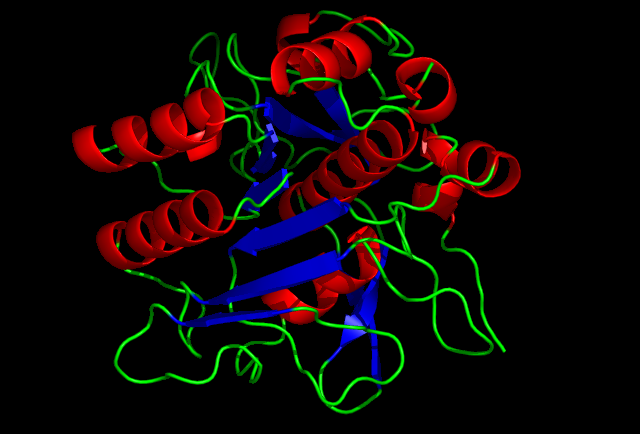
Молекулярная структура субтилизина

Субтилизин — протеолитические ферменты из класса сериновых протеиназ, которые продуцируются бактериями, преимущественно рода Bacillus. Впервые были выделены из Bacillus subtilis, и приобрели наименование субтилизины от слова subtilis.

## Механизм катализа
Каталитический центр субтилизинов образован триадой аминокислот: Asp-32, His-64 и Ser-221. Несмотря на удалённость друг от друга в пептидной цепочке, эти аминокислоты в трёхмерной структуре белка находятся в тесном соседстве. Решающая роль в гидролизе пептидной связи принадлежит Ser-221, поэтому субтилизины и родственные им протеолитические ферменты называются сериновыми протеиназами. Asp-32, His-64 «играют на лидера», формируя мощную гидролитическую активность Ser-221.

## Открытие
История открытия и изучения субтилизинов началась в научно-исследовательском центре пивоваренной компании Carlsberg и первый описанный фермент носит название «субтилизин Карлсберг». Субтилизины не обладают, так называемой, «сайт-специфичностью». Они способны гидролизовывать аминокислотные связи на всей протяжённости пептидной цепочки. Чем более доступна для гидролиза аминокислотная цепочка, тем более эффективный протеолиз происходит. Белковые молекулы, утратившие свою нативную структуру, становятся более доступными для гидролиза субтилизинами. Также эффективно гидролизуются белки, не имеющие полисахаридной защиты.
В 2018 году Фрэнсис Арнольд получила Нобелевскую премию по химии за направленную эволюцию субтилизинов.